# Kanga

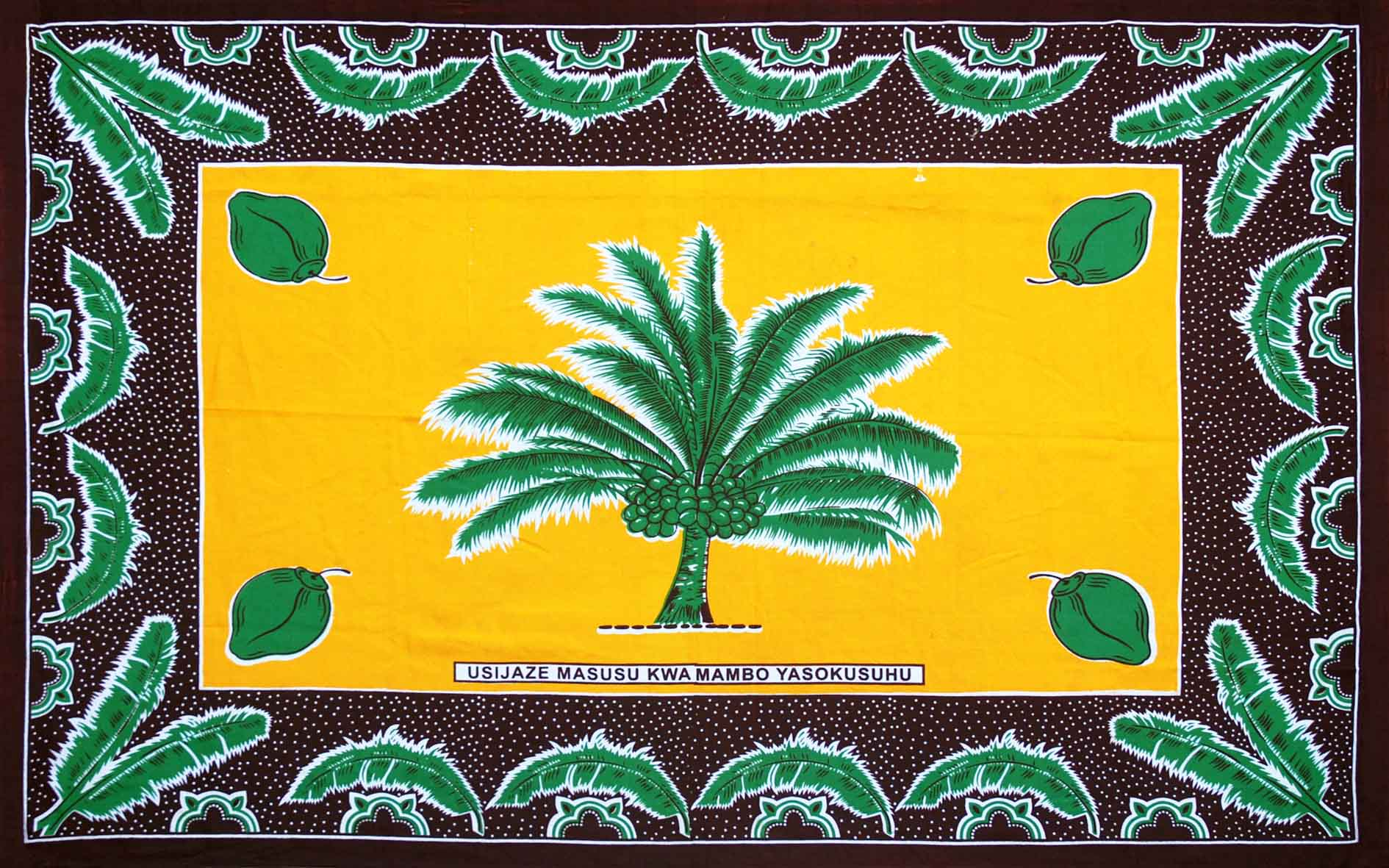
Kanga aus Tansania, 2011

Die Kanga (von Swahili kanga ‚Perlhuhn‘), auch Le(s)so (von portugiesisch lenço ‚Halstuch‘) genannt, ist ein Kleidungsstück aus bedruckter Baumwolle, das in der Gegend der Afrikanischen Großen Seen getragen wird.

## Beschreibung
Das Motiv des 1,10 Meter breiten und anderthalb Meter langen Stückes Stoff besteht meist aus einer Bordüre (Swahili pindo) und einem Mittelteil (mji) mit einem Sprichwort (ujumbe oder jina) in Swahili oder Lingala in einem eigenen Rahmen. Kangas werden im Doppelpack (doti) verkauft, so dass sie verarbeitet und als Set getragen werden können.
Durch den äußeren Rahmen sind Muster und Größe begrenzt. Das unterscheidet die Kanga von der Kitenge, die als Meterware verkauft wird.

## Geschichte

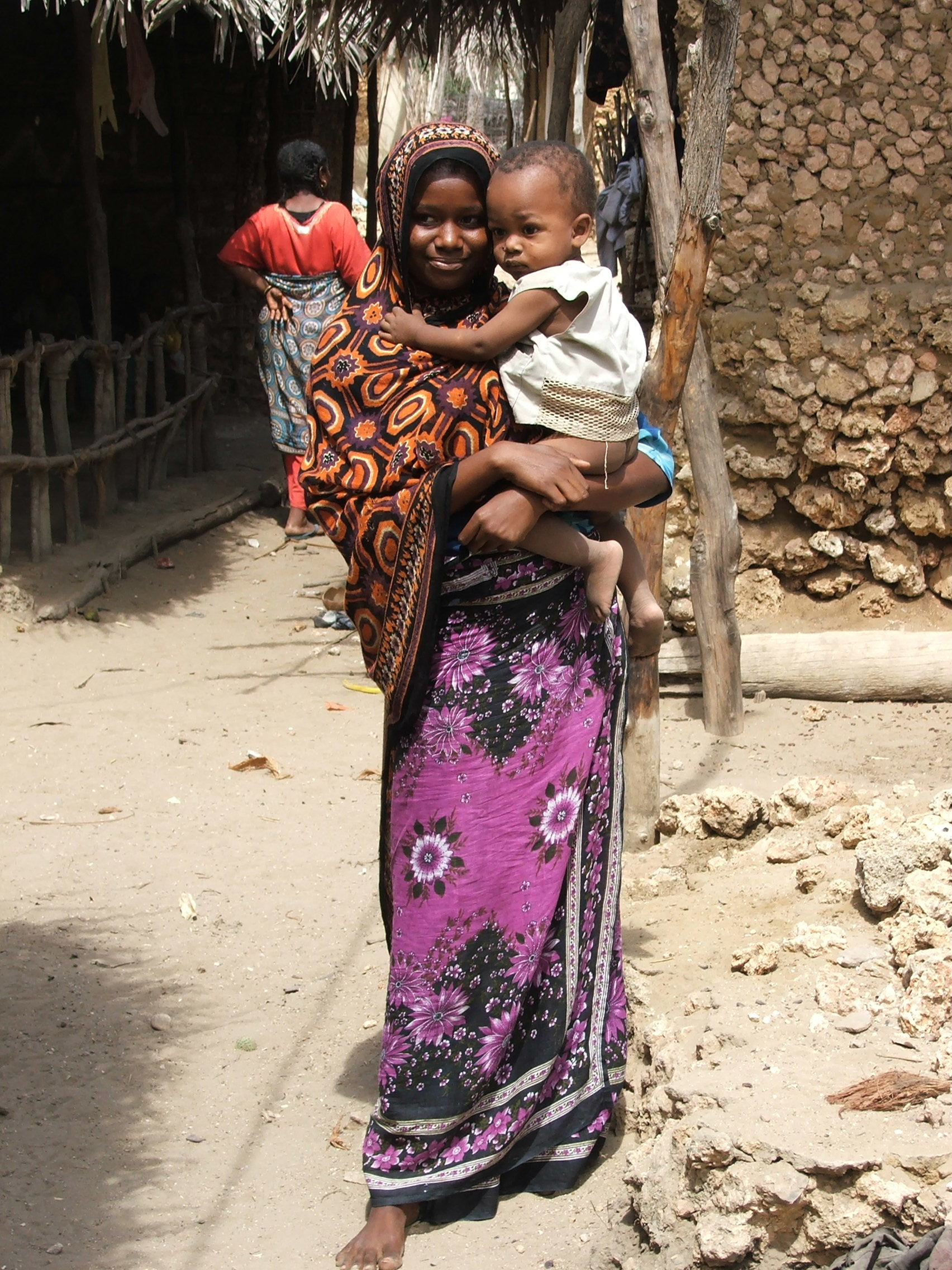
Frau in Kanga (in Siyu auf Pate, Kenia)

Kangas entstanden an der ostafrikanischen Küste in der Mitte des 19. Jahrhunderts, über ihren Ursprung gibt es unterschiedliche Theorien.
Kangas könnten auf ungebleichte Baumwollstoffe zurückgehen, die im 19. Jahrhundert aus den USA nach Sansibar exportiert wurden. Dort waren sie als merikani bekannt, ein Swahili-Nomen, das vom Adjektiv American abstammt. Versklavte Männer trugen es als Rock, versklavte Frauen als Wickelkleid. Einige Frauen färbten die Stoffe mit regionalen Indigofarben dunkelblau oder schwarz. Diese gefärbten merikani wurden kaniki genannt. Weil Kaniki mit Sklaverei in Verbindung gebracht wurden, waren sie unpopulär. Um sie aufzuwerten, verzierten ehemals versklavte Frauen daraufhin ihre merikani mit Mustern in Reservetechnik, Textildruck oder Malereien. Nach der Abschaffung der Sklaverei in Sansibar 1897 wurden Kangas zu einem Symbol der Selbstermächtigung und des Reichtums.

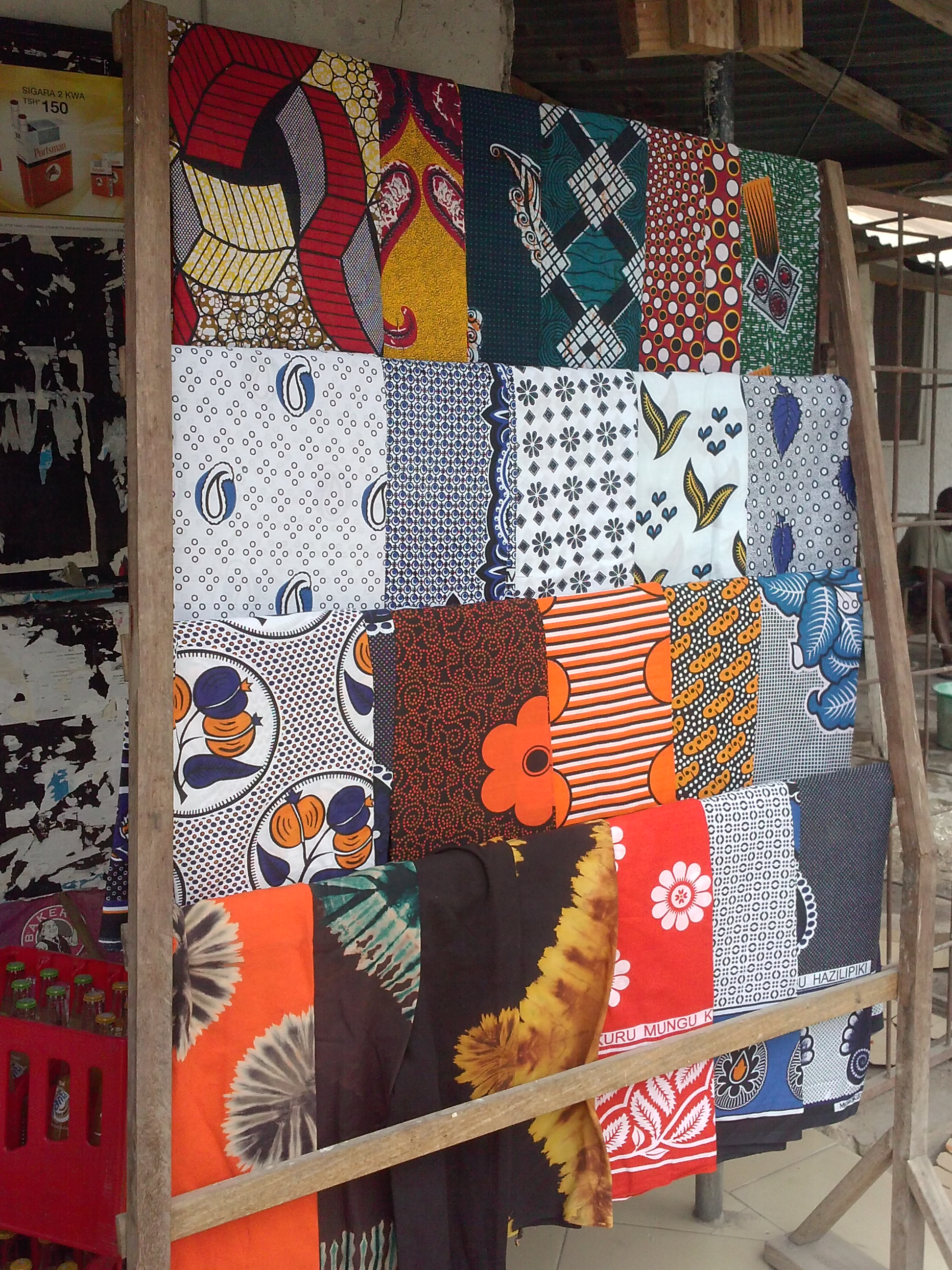
Verschiedene Kanga auf einem Verkaufsständer, Tansania, 2015

Eine andere Theorie besagt, die Kanga gehe auf quadratische Halstücher (portugiesisch lenços) zurück, die portugiesische Händler aus Indien und Arabien an die ostafrikanische Küste brachten. In Mombasa hätten Frauen angefangen, jeweils sechs dieser Tücher zusammenzunähen, so dass ein rechteckiges Muster der Form 3x2 entstand.
Bis in die Mitte des 20. Jahrhunderts wurden Kangas überwiegend in Indien, Asien und Europa entworfen und hergestellt. Seit den 1950er Jahren werden Kangas auch in Morogoro in Tansania (u. a. MeTL Group Textile Company), in Kenia (u. a. Rivatex, Thika Cloth Mills Ltd) und anderen Ländern des afrikanischen Kontinents hergestellt.

## Verwendung
Kangas können als Rock, Kleid oder zum Tragen von Kindern auf dem Rücken verwendet werden. Es gibt zahlreiche Möglichkeiten, eine Kanga zu falten und zu verwenden.
Kangas werden in Ostafrika, besonders in Tansania und Kenia getragen, vor allem von Frauen. Männer tragen Kangas zu Hause und zum Schlafen.